# Porphyrinia parallela
Porphyrinia parallela là một loài bướm đêm trong họ Noctuidae.